# Intellidrug
Intellidrug é um artefato médico, utilizado na liberação de medicamentos por via oral. Assemelha-se a um dente, que quando colocado entre os molares, com auxílio da saliva é dissolvido e liberado para ser engolido.